# Probles rufipes
Probles rufipes là một loài tò vò trong họ Ichneumonidae.